# Anushka Sharma
Anushka Sharma (Ayodhya, 1 mei 1988) is een Indiase actrice en filmproducent. Ze is een van de meest populaire en best betaalde actrices in India en heeft verschillende prijzen ontvangen, waaronder een Filmfare Award. Ze is sinds 2012 te zien in Forbes India's Celebrity 100.

## Biografie
Sharma werd geboren in Ayodhya, maar groeide op in Bangalore.

## Carrière
In 2007 verwierf Sharma bekendheid door een modellenopdracht voor modeontwerper Wendell Rodricks aan te nemen en later naar Mumbai te verhuizen om haar carrière als fulltime model na te streven. Kort daarna maakte ze haar acteerdebuut met Shahrukh Khan in de succesvolle romantische film Rab Ne Bana Di Jodi (2008). Later kreeg ze bekendheid met hoofdrollen in Band Baaja Baaraat (2010) en Jab Tak Hai Jaan (2012). Sharma verdiende vervolgens veel aanzien voor haar acteerwerk in de misdaadthriller NH10 (2015) en de dramaseries Dil Dhadakne Do (2015), Ae Dil Hai Mushkil (2016) en Sui Dhaaga (2018). Haar meest winstgevende releases waren het sportdrama Sultan (2016), de religieuze satire PK (2014) en biopic Sanju (2018). Sharma kreeg in 2018 haar eigen wassenbeeld in het Madame Tussauds, dit was tevens het eerste pratende beeld in het museum in Singapore.

## Persoonlijk
Sharma is hindoeïstisch en sinds 2015 vegetarisch. Sinds 2017 is ze gehuwd met de Indiase cricketspeler Virat Kohli. Op 11 januari 2021 beviel ze van dochter Vamika

## Filmografie
| Jaar | Film                       | Rol                    | Notitie                                        |
| ---- | -------------------------- | ---------------------- | ---------------------------------------------- |
| 2008 | Rab Ne Bana Di Jodi        | Taani Sahni            |                                                |
| 2010 | Badmaash Company           | Bulbul Singh           |                                                |
| 2010 | Band Baaja Baaraat         | Shruti Kakkar          |                                                |
| 2011 | Patiala House              | Simran Chaggal         |                                                |
| 2011 | Ladies vs Ricky Bahl       | Ishika Desai           |                                                |
| 2012 | Jab Tak Hai Jaan           | Akira Rai              |                                                |
| 2013 | Matru Ki Bijlee Ka Mandola | Bijlee Mandola         |                                                |
| 2014 | PK                         | Jagat Janini           |                                                |
| 2015 | NH10                       | Meera                  | ook producent                                  |
| 2015 | Bombay Velvet              | Rosie Noronha          |                                                |
| 2015 | Dil Dhadakne Do            | Farah Ali              |                                                |
| 2016 | Sultan                     | Aarfa Hussain          |                                                |
| 2016 | Ae Dil Hai Mushkil         | Alizeh Khan            |                                                |
| 2017 | Phillauri                  | Shashi Kumari          | ook producent, zangeres "Naughty Billo"        |
| 2017 | Jab Harry Met Sejal        | Sejal Zaveri           |                                                |
| 2018 | Pari                       | Rukhsana               | ook producent                                  |
| 2018 | Sanju                      | Winnie Diaz            |                                                |
| 2018 | Sui Dhaaga                 | Mamta                  |                                                |
| 2018 | Zero                       | Aafia Yusufzai Bhinder |                                                |
| 2020 | Angrezi Medium             | haarzelf               | nummer "Kudi Nu Nachne De"                     |
| 2020 | Paatal Lok                 |                        | uitvoerend producent, Amazon Prime Video serie |
| 2020 | Bulbbul                    |                        | producent, Netflix film                        |
| 2022 | Mai: A Mother's Rage       |                        | producent, Netflix serie                       |
| 2022 | Qala                       | actrice Devika         | gastoptreden, Netflix film                     |